# Stig Wennerström

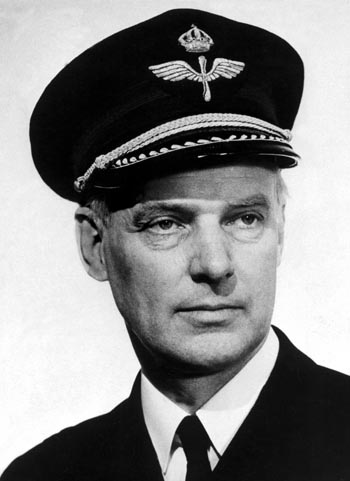
Stig Wennerström, etwa 1960

Stig Erik Constans Wennerström (* 22. August 1906 in Stockholm; † 22. März 2006 in Enebyberg, Danderyd) war ein schwedischer Offizier, der Geheimnisse der schwedischen Landesverteidigung an sowjetische Geheimdienste weitergab. In den Jahren 1938 bis 1947 war er Adjutant von Gustav Adolf, dem verunglückten Erbprinzen von Schweden.

## Leben
Stig Wennerström war als Oberst der schwedischen Luftwaffe (Flygvapnet) in Spionagetätigkeiten für Deutschland während des Zweiten Weltkrieges verwickelt. Sowjetische Agenten fanden dies heraus und konfrontierten ihn mit ihrem Wissen. Sie setzten ihn unter Druck, nach Ende des Krieges für sie Informationen zu beschaffen. Von da ab führte der Militärgeheimdienst GRU Wennerström als Spion unter dem Decknamen Adler (schwedisch Örnen).
In seiner Funktion als Offizier und später als Diplomat verschaffte er sich Informationen über die Luftverteidigung seines Landes und gab sie an seine sowjetischen Führungsoffiziere weiter. Dies umfasste auch die Baupläne für das Kampfflugzeug Draken.
Erste Verdachtsmomente gab es schon 1947. 1963 wurde er enttarnt, als seine von der Säkerhetspolisen angeworbene Haushälterin Carin Rosen auf dem Dachboden seines Hauses eine verdächtige Filmrolle entdeckte. Er wurde wegen Landesverrats zu lebenslanger Haft verurteilt. Nach mehreren Gnadengesuchen wurde die lebenslange Haft 1972 in eine 20-jährige umgewandelt, und bereits nach Verbüßung der Hälfte kam Wennerström 1974 unter Auflagen wieder frei. In Folge führte er ein Leben am Rande der Gesellschaft und wurde als Verräter geächtet.
Von 1939 bis zu seinem Tod war Stig Wennerström mit Ulla Margareta „Ulla-Greta“ Carlsson (1919–2015) verheiratet.

## Werke
- Mein Verrat. Erinnerungen eines Spions („Från början till slutet“). Ullstein, Frankfurt/M. 1990, ISBN 3-548-33131-9.

## Filme
Das ZDF strahlte im Oktober 1965 einen Zweiteiler unter dem Titel „Oberst Wennerström“ aus, in dem Paul Hoffmann die Rolle des Stig Wennerström verkörperte und der die Geschichte des Doppelspions nachzeichnet. Regie führte Helmuth Ashley, Produzent war Helmut Ringelmann.